# Nachal Nicoc
Nachal Nicoc, vyslovováno [Nycoc] (hebrejsky: נחל ניצוץ), je vádí v jižním Izraeli, v pohoří Harej Ejlat.
Začíná v hornaté krajině skalního pásu Cukej Avrona jižně od hory Har Ora v nadmořské výšce okolo 300 metrů, cca 14 kilometrů severně od města Ejlat a cca 4 kilometry jihozápadně od vesnice Be'er Ora. Vádí pak směřuje k jihu rychle se zahlubujícím skalnatým kaňonem a ze západu míjí předsunutý pahorek Giv'at Nicoc. Za ním vstupuje do širšího údolí, které je již součástí příkopové propadliny vádí al-Araba. Zde ústí zleva do vádí Nachal Avrona. Podle jiného mapového podkladu naopak pokračuje paralelně s Nachal Avrona směrem k hranici s Jordánskem, kde ústí do sběrného vodního kanálu, který odvádí zdejší periodické toky k jihu, k Rudému moři.